# Cayo Antonio
Cayo o Gayo Antonio  (m. 42 a. C.) fue un militar y político de la época final de la República romana. Cayo era hermano de Marco Antonio y Lucio Antonio y el segundo hijo de Marco Antonio Crético y de Julia. Fue uno de los enemigos de Augusto.

## Juventud
Cayo Antonio pasó su infancia y su juventud en Roma. Debido a la falta de supervisión paterna por la muerte de su padre tras su derrota en Creta, Cayo y sus hermanos Lucio y Marco llevaron una vida de total desenfreno en donde eran habituales las fiestas, los escándalos y el juego.

## Guerra civil
Cuando estalló la guerra civil entre Julio César y Pompeyo, Cayo Antonio servía como legado del primero. César otorgó a Cayo, junto a Publio Cornelio Dolabela, la defensa de Iliria frente a los pompeyanos. Sin embargo, mientras la flota de Dolabela era destruida, Antonio fue capturado en la isla de Curicta y forzado a rendirse. No obstante, las posteriores victorias de César consiguieron su liberación.

## Gobierno de César
Bajo el gobierno de César, Cayo, como los demás miembros de la gens Antonia, fue promovido a altos cargos del cursus honorum. En 44 a. C., Cayo era pretor, mientras sus hermanos Marco y Lucio eran cónsul y tribuno de la plebe respectivamente.
Tras el asesinato de Julio César en la Curia de Pompeyo a las órdenes de Cayo Casio Longino y Marco Junio Bruto, Cayo fue nombrado gobernador propretorio de la provincia de Macedonia. Sin embargo, los asesinos de César eligieron Macedonia como lugar donde refugiarse del heredero de César, Augusto. Los tiranicidas le depusieron como gobernador y Marco Bruto, que al principio había fingido tratarle con generosidad, ordenó su ejecución.